# Elecciones estatales del Estado de México de 1999
Las elecciones estatales del Estado de México de 1999 se llevaron a cabo el domingo 4 de julio de 1999, y en ellas se renovaron los siguientes cargos de elección popular en el Estado de México: 
- Gobernador del Estado de México. Titular del Poder Ejecutivo del estado, electo para un periodo de seis años no reelegibles en ningún caso. El candidato electo fue Arturo Montiel Rojas.

## Resultados electorales
|  | 34.31 % |

|  | 41.06 % |

|  | 21.27 % |

|  | 0.11 % |

|  | 3.25 % |

|  | 100.00 % |